# The Sun Shines Brighter
The Sun Shines Brighter è il secondo ed ultimo album in studio del gruppo musicale britannico Ultra, realizzato nell'ottobre del 2006, sette anni dopo il loro album di debutto Ultra. Il gruppo è composto da: James Hearn, voce e piano; Michael Harwood, voce e chitarra; Nick Keynes, basso; Jon O'Mahony, batteria e percussioni.
La maggior parte delle canzoni sono scritte dai quattro membri originali del gruppo, che si era appositamente riunito nel 2005. James Hearn ha scritto "Happiness". Il primo membro del gruppo Alistair Griffin ha scritto "Don't Let Go" e  "In Your Smile", e ha co-scritto "Feeling Alive". La voce di Griffin è stata usata in "In Your Smile" e "Feeling Alive", benché queste sembra che siano state registrate un po' di tempo prima, prima di registrare di nuovo le versioni che sono incluse nel suo album da solista del 2004 Bring It On.
L'album è stato registrato a Londra e in Italia, dal gruppo musicale dell'etichetta Goldust. I produttori accreditati includono Ian Stanley (che ha prodotto il loro primo album), Claudio Guidetti e Ash Howes.

## Tracce
| #   | Titolo della canzone              | Scritta e composta da                                             | Durata |  |
| --- | --------------------------------- | ----------------------------------------------------------------- | ------ |  |
| 1.  | "The Sun Shines Brighter"         | J.Hearn, M Harwood, N Keynes, J.O'Mahony, M Lister, S North       | 3,56   |  |
| 2.  | "All of the Above"                | J.Hearn, M Harwood, N Keynes, J.O'Mahony, W Page, J Marr          | 4,12   |  |
| 3.  | "Don't Let Go"                    | A Griffin                                                         | 3,22   |  |
| 4.  | "Ordinary Love"                   | J Hearn, M Harwood, N Keynes, J O'Mahony, C Guidetti              | 3,09   |  |
| 5.  | "In Your Smile"                   | A Griffin                                                         | 4,12   |  |
| 6.  | "I Want You Now"                  | J Hearn, M Harwood, N Keynes, J O'Mahony, M Lister                | 3,55   |  |
| 7.  | "Whatever"                        | J.Hearn, M Harwood, N Keynes, J O'Mahony,                         | 3,35   |  |
| 8.  | "Wanted"                          | M Harwood, N Keynes, J O'Mahony, I Stanley, B Hewerdine, N Taylor | 3,44   |  |
| 9.  | "Right Here Right Now"            | J Hearn, M Harwood, N Keynes, J O'Mahony, P Ibsen, M Steer        | 3,50   |  |
| 10. | "Happiness"                       | J Hearn                                                           | 4,15   |  |
| 11. | "Feeling Alive "                  | J O'Mahony, M Harwood, N Keynes, A Griffin                        | 4,00   |  |
| 12. | "Love at Last"                    | J Hearn, M Harwood, N Keynes, J O'Mahony, W Page, J Marr          | 4,15   |  |
| 13. | "Do You Still" (traccia nascosta) | senza crediti                                                     | 3,88   |  |